# Lars Thiemann
Lars Thiemann (Krefeld, 22 maggio 2000) è un cestista tedesco.